# Gmina Hillerød
Gmina Hillerød (duń. Fredensborg Kommune) – gmina w Danii w Regionie Stołecznym.
Gmina powstała w 2007 roku na mocy reformy administracyjnej z połączenia gmin Hillerød (1970–2006), Skævinge i Slangerup.
Siedzibą gminy jest miasto Hillerød.